# Leanne Franson
 (septembre 2018).
Si vous disposez d'ouvrages ou d'articles de référence ou si vous connaissez des sites web de qualité traitant du thème abordé ici, merci de compléter l'article en donnant les références utiles à sa vérifiabilité et en les liant à la section « Notes et références ».
Leanne Franson (née en 1963 à Regina en Saskatchewan) est une illustratrice et dessinatrice de bande dessinée canadienne.

## Biographie
Après des études d'arts à l'université Concordia de Montréal, d'où elle est diplômée en 1995, elle étudie la céramique en 1988-1989. Elle travaille ensuite comme illustratrice de livres pour enfants pour plusieurs éditeurs canadiens des deux langues. Elle vit à Montréal.
Elle est aussi connue pour avoir créé un personnage principal de femme bisexuelle, avec Liliane, héroïne de la série autobiographique Bi-dyke Liliane.

## Publications

### Pour la jeunesse
- Anne Legault, Une fille pas comme les autres, 1997.
- Jasmine Dubé, L'ourson qui voulait une Juliette, 1997.
- Manjusha Pawagi, La petite fille qui détestait les livres, 1998.
- Chrystine Brouillet, Une chauve-souris qui pleurait d'être trop belle, 2000.
- Andrée-Anne Gratton, Simon et Violette, 2001.
- Sylvie Desrosiers, Ma mère est une extraterrestre, 2002.
- Raymond Plante, La curieuse invasion de Picots-les-Bains par les zèbres, 2002.
- Louise-Michelle Sauriol, Siara et L'oiseau d'amour, (français et inuktitut), 2002.
- Louise-Michelle Sauriol, Les trouvailles d'Adami, (français et inuttitut) 2004.
- Robert Soulières, Le chien de Léopold, 2006.
- Nathalie Bertrand, Les Pieds dans les plats, 2007.
- Andrée-Anne Gratton, Simon et Zizou, 2008.
- Cécile Gagnon, Justine au Pays de Sofia, 2008.
- Alain M. Bergeron, Le Petit Maître, 2010.

### Liliane
- Assume Nothing: Evolution of a Bi-Dyke, Slab-O-Concrete, 1997.
- Teaching Through Trauma, Slab-O-Concrete, 1999.
- Don't Be a Crotte!, 2004.